# World Music Awards
A World Music Awards egy 1989-ben alapított zenei díj, melyet minden évben a világ legtöbb lemezt eladott előadóinak osztanak ki különféle kategóriákban. A díjakat az International Federation of the Phonographic Industry hivatalos eladási adatai alapján ítélik oda. A díjátadó fővédnöke II. Albert monacói herceg. A díjátadó műsort közvetítik Észak- és Dél-Amerikában, Európa nagy részén, Ázsia nagy részén, Ausztráliában és Afrikában is, összesen 160 országban, több mint egy milliárd nézőnek.

## Különleges díjak

### Legend Award
A legendáknak járó díjat olyan előadók kapták már meg eddig, mint Barry White, Elton John, Madonna, Whitney Houston, Stevie Wonder, Diana Ross, Tina Turner, Rod Stewart, David Bowie, Lionel Richie, Bee Gees, Luciano Pavarotti, Placido Domingo, Michael Jackson, Prince, Mariah Carey, Carlos Santana, Deep Purple, Status Quo, Gloria Gaynor, Bon Jovi, Janet Jackson, Cher, Ringo Starr, Ray Charles, Julio Iglesias, Tony Bennett, Chaka Khan, George Benson, Cliff Richard, Celine Dion, LA Reid, Beyonce, The Scorpions és Jennifer Lopez.

### Chopard Diamond Award
A díjat 2001 óta osztják ki, de nem minden évben. Olyan előadó kaphaja, aki a pályafutása során több mint 100 millió lemezt adott el. A díjazottak 2010-ig: Rod Stewart (2001), Mariah Carey 2003), Céline Dion (2004), Bon Jovi (2005), Michael Jackson (2006) és a The Beatles (2008).

### Millennium Award
2000-ben adták át a Millennium-díjat minden idők legsikeresebb férfi és női előadójának. A díjat Michael Jackson és Mariah Carey kapta.